# Bajo otra luz
«Bajo otra luz» es el tercer sencillo de Mi plan, el cuarto álbum de estudio de la cantautora luso-canadiense Nelly Furtado. El lanzamiento en las radios de la canción fue el 4 de mayo del 2010. La canción presenta vocales de Julieta Venegas y La Mala Rodríguez. Fue escrita enteramente por Venegas.

## Lanzamiento comercial
«Bajo otra luz» fue lanzado como descarga digital el 31 de agosto del 2009 en iTunes como parte de una cuenta regresiva al lanzamiento del álbum Mi plan.
El lanzamiento del sencillo no incluye vocales de Julieta Venegas ya que ella no participó en el video debido a su embarazo. En su lugar, la cantante española Celia Palli grabó los coros para la versión de los radios.

## Lista de canciones
Digital Download
1. «Bajo otra luz» (Álbum Versión) (4:20)
2. «Bajo otra luz» (Radio Edit) (3:35)

## Historial de lanzamiento
| Región  | Fecha                | Formato                                      | Discográfica |
| ------- | -------------------- | -------------------------------------------- | ------------ |
| Canadá  | 31 de agosto de 2009 | Descarga digital (iTunes promo release only) | Nelstar      |
| México  | 31 de agosto de 2009 | Descarga digital (iTunes promo release only) | Nelstar      |
| Mundial | 4 de mayo de 2010    | Radio premiere                               | Nelstar      |
| Mundial | 15 de junio de 2010. | Descarga digital (Lanzamiento oficial)       | Nelstar      |